# Rapid omnisports de Menton
 (novembre 2024).
Si vous disposez d'ouvrages ou d'articles de référence ou si vous connaissez des sites web de qualité traitant du thème abordé ici, merci de compléter l'article en donnant les références utiles à sa vérifiabilité et en les liant à la section « Notes et références ».
Le Rapid omnisports de Menton est un club de football français situé à Menton.

## Histoire
- 1916 : fondation du club sous le nom d'Olympique de Menton
- 1936 : le club est renommé Football Club de Menton
- 1937 : le club est renommé Rapid de Menton
- 1946 : fusion avec le Sport Ouvrier Club de Menton : naissance du ROS Menton[3]

## Palmarès
- Vice-champion de France de Division 3 en 1972
- Huitième de finaliste de la Coupe de France en 1971
- Vainqueur de la Coupe de la Côte d'Azur en 1956 et 2000

## Entraîneurs
- 1968-1969 :  Michel Hidalgo
- 1971-1972 :  Mohamed Firoud

## Anciens joueurs
- Stéphane Collet
- Frédéric Fouret
- Stéphane Maurel
- Philippe Mazzuchetti
- Sébastien Mazurier
- Ludovic Stefano
- Cédric Varrault
- Manuel Dos Santos
- Mohamed Larbi